# Siguani Grande
Siguani Grande es una localidad de Bolivia, ubicada en la región de Los Yungas. Administrativamente se encuentra en el municipio de La Asunta de la provincia de Sud Yungas en el departamento de La Paz.
La localidad se encuentra a una altitud de 663 msnm en la margen oriental del río Boopi, que se forma a partir del río de La Paz, que fluye desde La Paz desde el suroeste y desagua en el río Beni.

## Geografía
Siguaní Grande se encuentra en la vertiente oriental de la Cordillera Central de Bolivia, entre las cadenas montañosas andinas de la Cordillera Occidental al oeste y la Cordillera de Cocapata al este.
La temperatura media anual en la localidad es de 23 °C y la precipitación anual ronda los 1300 mm. La región tiene un clima diurno distinto, las temperaturas medias mensuales fluctúan sólo ligeramente entre unos 20 °C en junio/julio y 25 °C en noviembre/diciembre. El valle del río tiene una estación seca corta con precipitaciones mensuales de 25 mm en los meses de junio y julio, en el periodo húmedo los valores mensuales llegan hasta 200 mm de diciembre a febrero.

## Transporte
Siguaní Grande se ubica a una distancia de 241 kilómetros por carretera al noreste de La Paz, sede de gobierno de Bolivia.
Desde La Paz, la carretera nacional asfaltada Ruta 3 conduce hacia el este durante 60 kilómetros por el paso de La Cumbre hasta Unduavi, desde donde se bifurca la Ruta 25 y continúa como carretera rural sin pavimentar en dirección sureste durante 70 km hasta Chulumani. Desde allí, una carretera sin pavimentar conduce hacia el noreste a través de Tajma. Este camino a lo largo del río Boopi siempre está en riesgo de deslizamientos y no es transitable durante todo el año. Luego de 87 km se llega La Asunta, y desde allí se continúa río abajo por Charia y San José hasta Cotapata y Puerto Rico por el río Boopi. Debajo de San José, un puente angosto cruza el Río Boopi y conduce directamente a Siguani Grande.

## Demografía
La población de la localidad aumentó casi tres veces en la década entre los dos últimos censos:
| Año  | Habitantes | Fuente |
| ---- | ---------- | ------ |
| 1992 | -          | Censo  |
| 2001 | 356        | Censo  |
| 2012 | 1023       | Censo  |

Debido al desarrollo histórico de la población, la región tiene una proporción relativamente alta de población aymara. En el municipio de La Asunta, el 59,3 % de la población habla la lengua aymara.